# Paul Ranson
Paul-Elie Ranson (født 29. Marts 1864 i Limoges ; død 20. februar 1909 i Paris) var en fransk designer og maler med tilknytning til symbolismen. Han grundlagde Académie Ranson, der eksisterede fra 1908 til 1955.
Ranson studerede på Académie Julian i Paris, hvor han mødte Paul Sérusier, Maurice Denis, Pierre Bonnard og Édouard Vuillard. De indgik med adskillige andre i gruppen Les Nabis, 'profeterne'.
| - Udvalg af Ransons værker, efter år - Kristus og Buddha, 1880 - To nøgne kvinder. Kultegning på tonet papir. 1890 − (Akt) - Et 'Nabis'-landskab, 1890 - Hekse ved bålet, 1891 - 'Lustral', 1891 (renselse) - 'Lustral', 1891 - Heks med en sort kat, 1893 - Kvinder i hvidt, o. 1895 - Badende, 1898 - Ung kvinde bag digitalis, 1899 - Det blå værelse, ca. 1900 - Æbletræ med røde frugter, 1902 - Tre bøge, 1905 |